# Nikdy to nevzdávej!
Nikdy to nevzdávej! (v anglickém originále Raise Your Voice) je americký dramatický film z roku 2004. Režisérem filmu je Sean McNamara. Hlavní role ve filmu ztvárnili Hilary Duff, Oliver James, Jason Ritter, Dana Davis a Rebecca De Mornay.

## Obsazení
| Hilary Duff       | Teresa Fletcher  |
| Oliver James      | Jay              |
| Jason Ritter      | Paul Fletcher    |
| Dana Davis        | Denise           |
| Rebecca De Mornay | Nina Fletcher    |
| Rita Wilson       | Frances Fletcher |
| David Keith       | Simon Fletcher   |
| Lauren C. Mayhew  | Robin Childers   |
| John Corbett      | pan Torvald      |
| James Avery       | pan Gantry       |
| Three Days Grace  | sami sebe        |